# Gryfice
Gryfice (Greifenberg in Pommern in tedesco) è un comune urbano-rurale polacco del distretto di Gryfice, nel voivodato della Pomerania Occidentale.
Ricopre una superficie di 261,63 km² e nel 2006 contava 23 555 abitanti.